# Артилерійський провулок (Київ)
Артилері́́йський прову́лок — провулок у Шевченківському районі міста Києва, місцевість Васильчики. Пролягає від Табірної вулиці до лісопарку.
Поруч знаходиться парк Нивки.
Неподалік станція метро Берестейська, зупинка кільцевої електрички Рубежівський.

## Історія
Виник в 1950-ті роки як провулок без назви. Сучасна назва — з 1958 року. Таку ж назву мав у XIX — на початку XX століття провулок на Шулявці (пролягав між сучасними вулицями Коперника і Ростиславської).
У XIX столітті на місці провулку існував хутор Васильчики, названий на честь київського генерал-губернатора Іларіона Васильчикова, якому у 1859 році Олександр II передав ці хутори у «довічне і спадкове володіння». Пізніше за заповітом княгині Катерини Васильчикової володарем хутора став Київський Свято-Троїцький (Іонівський) монастир.